# Salvador Salguero
Pour les articles homonymes, voir Salguero.
Rafael Salvador Salguero González, né le 10 août 1951 à Lima au Pérou, est un footballeur international péruvien, qui évoluait au poste de défenseur.

## Biographie

### Carrière en club
Salvador Salguero joue principalement en faveur de l'Alianza Lima. Il remporte trois titres de champion du Pérou avec cette équipe. Au niveau international, il joue 25 matchs en Copa Libertadores avec le club Blanquiazul.

### Carrière en équipe nationale
International péruvien, Salguero joue 13 matchs en équipe nationale, sans inscrire de but, entre le 12 octobre 1976 et le 26 juin 1982.
Il figure dans le groupe des sélectionnés lors de la Coupe du monde de 1982. Lors du mondial organisé en Espagne, il joue les trois matchs : contre le Cameroun, l'Italie, et la Pologne.

## Palmarès
Alianza Lima
- Championnat du Pérou (3) :
  - Champion : 1975, 1977 et 1978.
  - Vice-champion : 1982.